# Kurt Schellenberg
Kurt Schellenberg (* 10. Juli 1890 in Mannheim; † 24. Januar 1978) war ein deutscher Mathematiker und Bibliothekar.

## Biografie
Kurt Schellenberg war der Sohn eines Apothekers. Er besuchte das Karl-Friedrich-Gymnasium in seiner Geburtsstadt Mannheim. Danach studierte er an den Universitäten Heidelberg und Göttingen Mathematik, Physik und Philosophie und wurde 1914 in Göttingen mit der bei David Hilbert angefertigten Arbeit Anwendung der Integralgleichungen auf die Theorie der Elektrolyse zum Dr. phil. promoviert. Am Ersten Weltkrieg nahm er als Frontsoldat teil. Im Jahr 1920 heiratete er Frieda Rasche. Aus der Ehe ging später der Sohn Friedrich hervor. Am 1. Januar 1920 kam er als Bibliotheksvolontär an die Universitätsbibliothek Göttingen und ging 1922 an die Staatsbibliothek Berlin. Ab dem 23. Februar 1923 war er erneut an der Göttinger Universitätsbibliothek tätig und wurde hier im Oktober 1927 Bibliotheksrat. 1924 übernahm Schellenberg außerdem das Amt des Sekretärs der Akademie der Wissenschaften zu Göttingen, das er bis 1938 bekleidete. Von 1928 bis 1932 hatte er das Amt des Kassenwarts des Vereins deutscher Bibliothekare inne.
Im Jahr 1937 sah sich Schellenberg zunehmenden Anfeindungen aus dem Kollegenkreis ausgesetzt. Schellenbergs späterer Nachfolger im Amt des Akademiesekretärs, der Mediziner Karl Julius Hartmann, befürwortete die vorzeitige Pensionierung Schellenbergs, da „in letzter Zeit im zunehmenden Grade dienstliche Schwierigkeiten entstanden“ seien, die wohl mit der „halbjüdischen Herkunft“ Schellenbergs zu tun hätten. In einem wenige Wochen später datierten Erlass des Reichsministeriums für Wissenschaft, Erziehung und Volksbildung wurde Schellenberg mit Wirkung vom 31. Dezember 1937 „aus rassischen Gründen auf Grund des Gesetzes zur Wiederherstellung des Berufbeamtentums“ in den vorzeitigen Ruhestand versetzt. Ein Gesuch Schellenbergs um die Umwandlung der Pensionierung in eine Versetzung wurde abgelehnt.
In der folgenden Zeit beschäftigte sich der zum Zeitpunkt seiner Frühpensionierung 47 Jahre alte Schellenberg mit privaten Studien, vor allem zu theologischen und historischen Themen. Im März 1940 trat er – bisher Protestant – mit seiner Familie zum römisch-katholischen Glauben über, um „in dieser furchtbaren Zeit einen weltanschaulichen Halt zu finden“. Als er im Oktober 1944 in ein Arbeitslager der Organisation Todt verbracht werden sollte, konnte er dem entgehen, indem er eine schwere Erkrankung vortäuschte. Dies führte allerdings auch dazu, dass er sein Haus bis zum Einmarsch amerikanischer Truppen in Göttingen nicht mehr verlassen konnte. Zum 1. Oktober 1945 wurde er wieder als Bibliotheksrat in Göttingen eingestellt und arbeitete an alter Stelle bis zu seiner Pensionierung 1955.